# Laidevahe looduskaitseala
Rezerwat przyrody Laidevahe (est. Laidevahe looduskaitseala) – rezerwat przyrody w Estonii leżący w południowo-wschodniej części wyspy Sarema, na wschód of wsi Sandla.  Rezerwat oznaczony jest kodem KLO1000512. Rezerwat został wpisany na listę konwencji ramsarskiej.
Rezerwat został założony w 2002 roku w celu ochrony przybrzeżnych obszarów bagienno-łąkowych będących siedliskami wielu gatunków chronionych ptaków oraz miejscem ich postoju w czasie wędrówek sezonowych. Ma całkowitą powierzchnię 2454,6 ha z czego 1510,1 ha obszarów leśnych, bagiennych, płytkich przybrzeżnych jezior oraz 944,5 ha obszarów płycizn morskich. Przez jego teren przepływa rzeka Lõve jõgi, znajdują się w nim trzy jeziora Oessaare laht, Põldealune laht i Aenga laht.
Rezerwat jest miejscem występowania wielu gatunków bezkręgowców, gadów i płazów. 
Rezerwat jest siedliskiem i miejscem lęgowym wielu gatunków ptaków wśród których dwa gatunki wędrowne biegus zmienny oraz bernikla białolica występują w ilości przekraczającą 1% całej populacji